# Хлор-37
Хлор-37 или 37Cl —  нуклид химического элемента хлора с атомным номером 17 и массовым числом 37. Один из двух стабильных изотопов хлора. Изотопная распространённость хлора-37 в природе составляет приблизительно 24,22(4) %.

## Образование
Образуется в результате электронного захвата из нуклида 37Ar (период полураспада 35,04 дней, выделяемая энергия 813,87 кэВ):
{\displaystyle \mathrm {^{37}_{18}Ar} +e^{-}\rightarrow \mathrm {^{37}_{17}Cl} +{\nu }_{e}}
Аналогично получается и 37Ar из 37Cl:
{\displaystyle \mathrm {^{37}_{17}Cl} +{\nu }_{e}\rightarrow \mathrm {^{37}_{18}Ar} +e^{-}}
Эта реакция лежала в основе принципа действия первых детекторов нейтрино.